# يحيى محمد محب النبي
يحيى محمد محب النبي (1947-15 اكتوبر 2013) عسكري يمني برتبة لواء أركان حرب. من مواليد قرية حدة إحدى قرى ضواحي العاصمة صنعاء. شغل عدة مناصب عسكرية رفيعة، أهمها نائب رئيس هيئة أركان الجيش للشئون الفنية والتسليح وقائد سلاح الصيانة وملحق عسكري في سفارة اليمن في موسكو، روسيا الاتحادية، ثم أخيرًا مستشار القائد الأعلى للقوات المسلحة (رئيس الجمهورية). حاصل على العديد من الأوسمة والنياشين منها، وسام الواجب ووسام الشرف ووسام الوحدة ووسام البطولة. 
سُمي أحد شوارع العاصمة صنعاء باسمه تخليداً لمساهماته في بناء القوات المسلحة اليمنية

## مناصب سابقة
مدير المصانع العسكرية
رئيس أركان سلاح المدرعات.

## التأهيل العلمي
بكالوريوس علوم عسكرية (خريج الكلية الحربية بصنعاء)
وماجستير في العلوم العسكرية من جمهورية العراق.

## وفاته
توفي في إحدى مستشفيات ألمانيا، ودفن في مسقط رأسه في قرية حده.